# Liste des pièces commémoratives de 2 euros de 2017
Carte
- deux pièces commémoratives de 2 € émises
- une pièce commémorative de 2 € émise
- pas de pièce commémorative de 2 € émise
- ne fait pas partie de la zone euro

Chronologie
2016 2018
Pour un article plus général, voir Pièce commémorative de 2 euros.
Une pièce commémorative de 2 euros est une pièce de 2 euros frappée par un État membre de la zone euro ou par un des micro-États autorisés à frapper des pièces de monnaie libellées en euro, destinée à commémorer un événement historique ou célébrer un événement actuel important. 
Cet article répertorie les 32 pièces commémoratives émises en 2017.
En cette année 2017, Chypre émet sa première pièce commémorative de 2 € en dehors des émissions communes.

## Pièces émises
| Allemagne                    | Présidence de la Rhénanie-Palatinat au Bundesrat, |                       |
|                              | Cette pièce est la douzième de la première série de 16 pièces de 2 € commémoratives sur les Länder allemands. La représentation de la Porta Nigra à Trèves, côté campagne. En bas, la légende RHEINLAND-PFALZ (Rhénanie-Palatinat) au-dessus de l'initiale du pays émetteur D (pour Deutschland). En haut, le millésime 2017. L'anneau externe de la pièce comporte les douze étoiles du drapeau européen. |                       |
| Graveur : František Chochola | \| Gravure sur la tranche : \| Date : \| Tirage : \| \| \| 3 février 2017 \| 30 millions de pièces[4] \| |                       |
| Gravure sur la tranche :     | Date : | Tirage :              |
|                              | 3 février 2017 | 30 millions de pièces |

| Andorre                  | Andorre, le pays des Pyrénées |               |
|                          | Logo de la principauté composée d'un triangle aux bords ondulés, stylisant la carte du pays, du nom du pays en catalan Andorra et de la légende EL PAÍS DELS PIRINEUS (Le pays des Pyrénées). En bas, le millésime, 2017. L'anneau externe de la pièce comporte les douze étoiles du drapeau européen. |               |
| Graveur :                | \| Gravure sur la tranche : \| Date : \| Tirage : \| \| \| Février 2018 \| 85 000 pièces \| |               |
| Gravure sur la tranche : | Date : | Tirage :      |
|                          | Février 2018 | 85 000 pièces |

| Andorre                  | 100e anniversaire de l'hymne de l'Andorre, El Gran Carlemany |               |
|                          | Partition reprenant les premières notes de l'hymne de l'Andorre entourée d'un motif floral comportant le texte Himne Andorrà (Hymne de l'Andorre). En haut, le millésime 2017 surmontant la légende 100 anys de l'himne d'Andorra (100 ans de l'hymne de l'Andorre). L'anneau externe de la pièce comporte les douze étoiles du drapeau européen. |               |
| Graveur :                | \| Gravure sur la tranche : \| Date : \| Tirage : \| \| \| Février 2018 \| 85 000 pièces \| |               |
| Gravure sur la tranche : | Date : | Tirage :      |
|                          | Février 2018 | 85 000 pièces |

| Belgique                 | 200e anniversaire de la création de l'Université de Liège |                |
|                          | L'écusson couronné de l'Université de Liège dans un cercle et entouré des années 1817 et 2017. Le long du cercle la légende en français et en anglais 200 ANS UNIVERSITE DE LIEGE - 200 YEARS UNIVERISTY OF LIEGE. En bas, la mention abrégée du pays émetteur BE. L'anneau externe de la pièce comporte les douze étoiles du drapeau européen. |                |
| Graveur :                | \| Gravure sur la tranche : \| Date : \| Tirage : \| \| \| Avril 2017 \| 200 000 pièces \| |                |
| Gravure sur la tranche : | Date : | Tirage :       |
|                          | Avril 2017 | 200 000 pièces |

| Belgique                 | 200e anniversaire de la création de l'Université de Gand |                |
|                          | Le logo de l'Université de Gand dans un cercle au-dessus des années 1817-2017. Le long du cercle la légende bilingue 200 JAAR UNIVERSITEIT GENT - 200 YEARS GHENT UNIVERSITY (200 ans Université de Gand). En bas, la mention abrégée du pays émetteur BE. L'anneau externe de la pièce comporte les douze étoiles du drapeau européen. |                |
| Graveur :                | \| Gravure sur la tranche : \| Date : \| Tirage : \| \| \| Septembre 2017 \| 200 000 pièces \| |                |
| Gravure sur la tranche : | Date : | Tirage :       |
|                          | Septembre 2017 | 200 000 pièces |

| Chypre                           | Paphos, capitale européenne de la culture 2017, |                |
|                                  | Cette pièce est la première pièce commémorative de 2 € émise par Chypre en dehors des émissions communes. Vue aérienne de l'odéon antique du Parc archéologique de Paphos. En haut, la légende en grec ΠΑΦΟΣ 2017-ΠΟΛΙΤΙΣΤΙΚΗ ΠΡΩΤΕΥΟΥΣΑ ΤΗΣ ΕΥΡΩΠΗΣ (Paphos 2017 - Capitale européenne de la culture). En bas, la mention du pays émetteur en grec et en turc ΚΥΠΡΟΣ KIBRIS. L'anneau externe de la pièce comporte les douze étoiles du drapeau européen. |                |
| Graveur : Geórgios Stamatópoulos | \| Gravure sur la tranche : \| Date : \| Tirage : \| \| \| Septembre 2017 \| 430 000 pièces \| |                |
| Gravure sur la tranche :         | Date : | Tirage :       |
|                                  | Septembre 2017 | 430 000 pièces |

| Espagne                  | Monuments du Royaume des Asturies, inscrits au patrimoine mondial de l'UNESCO depuis 1985 |                      |
|                          | Cette pièce est la huitième d'une série de pièces commémoratives sur les sites espagnols inscrits au patrimoine mondial de l'UNESCO. Église Santa María del Naranco à Oviedo surmontée de la mention du pays émetteur ESPAÑA et du millésime 2017. L'anneau externe de la pièce comporte les douze étoiles du drapeau européen. |                      |
| Graveur :                | \| Gravure sur la tranche : \| Date : \| Tirage : \| \| \| 1er février 2017 \| 4 millions de pièces \| |                      |
| Gravure sur la tranche : | Date : | Tirage :             |
|                          | 1er février 2017 | 4 millions de pièces |

| Estonie                  | La route de l'Estonie vers l'indépendance, |                       |
|                          | Un chêne sinueux symbolisant la route vers l'indépendance. À gauche, les banches nues symbolise l'année 2017. À droite, des feuilles et des glands pour montrer la force, l'accomplissement et la longévité. Au pied de l'arbre, à gauche, l'année 1917 et, à droite, le millésime 2017 en dessous de la mention du pays émetteur EESTI. En bas, à gauche, le mot MAAPÄEV désignant l'Assemblée provinciale estonienne élue en 1917. L'anneau externe de la pièce comporte les douze étoiles du drapeau européen. Cette pièce est le résultat d'un concours organisé par la Banque d'Estonie entre le 27 décembre 2016 et le 31 janvier 2017. Le résultat a été annoncé le 31 mars 2017. |                       |
| Graveur : Jaan Meristo   | \| Gravure sur la tranche : \| Date : \| Tirage : \| \| \| Juin-juillet 2017 \| 1,5 million de pièces \| |                       |
| Gravure sur la tranche : | Date : | Tirage :              |
|                          | Juin-juillet 2017 | 1,5 million de pièces |

| Finlande                 | 100e anniversaire de l'indépendance de la Finlande |                        |
|                          | Un ensemble de points dont certains plus écartés forment, à droite, le contour de la Finlande. À gauche, verticalement, la mention du pays en finnois SUOMI suivi de l'année d'indépendance 1917. Sur une deuxième ligne, la mention du pays en suédois FINLAND suivi du millésime 2017. L'anneau externe de la pièce comporte les douze étoiles du drapeau européen. |                        |
| Graveur : Simon Oemberg  | \| Gravure sur la tranche : \| Date : \| Tirage : \| \| \| Mars-mai 2017 \| 2,5 millions de pièces[17] \| |                        |
| Gravure sur la tranche : | Date : | Tirage :               |
|                          | Mars-mai 2017 | 2,5 millions de pièces |

| Finlande                        | Nature de la Finlande |                |
|                                 | Un corbeau sur une branche devant la Lune depuis l'île d'Harmaja, d'après une photographie de Kari Auvinen. À gauche de la lune, la mention du pays émetteur en abrégé FI. En bas, le millésime 2017. L'anneau externe de la pièce comporte les douze étoiles du drapeau européen. |                |
| Graveur : Kari Auvinen (projet) | \| Gravure sur la tranche : \| Date : \| Tirage : \| \| \| Octobre 2017 \| 500 000 pièces[17] \| |                |
| Gravure sur la tranche :        | Date : | Tirage :       |
|                                 | Octobre 2017 | 500 000 pièces |

| France                    | 100e anniversaire de la mort du sculpteur français Auguste Rodin, le 17 novembre 1917 à Meudon, |                       |
|                           | À gauche, une partie de la sculpture Le Penseur, vue de profil et dirigée vers la droite. À droite, l'effigie orientée vers la gauche d'Auguste Rodin. Dans la barbe de celui-ci, sa signature A.Rodin suivie des années 1917-2017. En haut, l'abréviation du pays émetteur RF (pour République française), comme sculptée dans la pièce. L'anneau externe de la pièce comporte les douze étoiles du drapeau européen. |                       |
| Graveur : Joaquin Jimenez | \| Gravure sur la tranche : \| Date : \| Tirage : \| \| \| 21 février 2017 \| 10 millions de pièces \| |                       |
| Gravure sur la tranche :  | Date : | Tirage :              |
|                           | 21 février 2017 | 10 millions de pièces |

| France                   | 25e anniversaire du ruban rose, symbole de la lutte contre le cancer du sein, |                       |
|                          | Buste d'une femme nue dont le bras gauche cache la poitrine. Sur le sein gauche, la main tient un ruban rose, symbole de la lutte contre le cancer du sein. À droite, la légende 25e ANNIVERSAIRE DU RUBAN ROSE, en arc de cercle, ainsi que l'un au-dessus de l'autre les années 1992, 2017 et la mention du pays émetteur RF (pour République française). L'anneau externe de la pièce comporte les douze étoiles du drapeau européen. |                       |
| Graveur :                | \| Gravure sur la tranche : \| Date : \| Tirage : \| \| \| 25 septembre 2017 \| 10 millions de pièces \| |                       |
| Gravure sur la tranche : | Date : | Tirage :              |
|                          | 25 septembre 2017 | 10 millions de pièces |

| Grèce                            | 60e anniversaire de la mort de l'écrivain grec Níkos Kazantzákis, le 26 octobre 1957 à Fribourg-en-Brisgau (Allemagne), |                |
|                                  | L'effigie de profil de Níkos Kazantzákis. À gauche, en arc de cercle la mention du pays émetteur ΕΛΛΗΝΙΚΗ ΔΗΜΟΚΡΑΤΙΑ suivi du millésime 2017 et le nom de l'écrivain ΝΙΚΟΣ ΚΑΖΑΝΤΖΑΚΗΣ. L'anneau externe de la pièce comporte les douze étoiles du drapeau européen. |                |
| Graveur : Geórgios Stamatópoulos | \| Gravure sur la tranche : \| Date : \| Tirage : \| \| \| 10 juillet 2017 \| 750 000 pièces[27] \| |                |
| Gravure sur la tranche :         | Date : | Tirage :       |
|                                  | 10 juillet 2017 | 750 000 pièces |

| Grèce                            | Site archéologique de Philippes, |                |
|                                  | Les ruines de la basilique B sur le site archéologique de Philippes, au-dessus de motifs décoratifs inspirés d'une mosaïque antique. En haut, en arc de cercle, la légende ΑΡΧΑΙΟΛΟΓΙΚΟΣ ΦΙΛΙΠΠΩΝ (Site archéologique de Philippes) et la mention du pays émetteur ΕΛΛΗΝΙΚΗ ΔΗΜΟΚΡΑΤΙΑ. En haut, à gauche des ruines, le millésime 2017. L'anneau externe de la pièce comporte les douze étoiles du drapeau européen. |                |
| Graveur : Geórgios Stamatópoulos | \| Gravure sur la tranche : \| Date : \| Tirage : \| \| \| 12 octobre 2017 \| 750 000 pièces[29] \| |                |
| Gravure sur la tranche :         | Date : | Tirage :       |
|                                  | 12 octobre 2017 | 750 000 pièces |

| Italie                      | 400e anniversaire de la fin de la construction de la Basilique Saint-Marc à Venise |                       |
|                             | Façade de la Basilique Saint-Marc de Venise. En haut, le nom de la ville VENEZIA (Venise). En bas, le nom de la basilique SAN MARCO (Saint-Marc) en dessous des initiales superposées du pays émetteur RI (pour Repubblica Italiana) entourées des années 1617 et 2017. L'anneau externe de la pièce comporte les douze étoiles du drapeau européen. |                       |
| Graveur : Luciana De Simoni | \| Gravure sur la tranche : \| Date : \| Tirage : \| \| \| Janvier 2017 \| 1,5 million de pièces \| |                       |
| Gravure sur la tranche :    | Date : | Tirage :              |
|                             | Janvier 2017 | 1,5 million de pièces |

| Italie                   | 2000e anniversaire de la mort de l'historien romain Tite-Live en 17 à Padoue |                       |
|                          | Buste de Tite-Live, d'après Lorenzo Larese Moretti entouré, à gauche, des initiales superposées du pays émetteur RI (pour Repubblica Italiana) et, à droite, en deux lignes, des années 17 et 2017. En bas, le nom de l'historien TITO·LIVIO complétant un cercle de points. L'anneau externe de la pièce comporte les douze étoiles du drapeau européen. |                       |
| Graveur : Claudia Momoni | \| Gravure sur la tranche : \| Date : \| Tirage : \| \| \| Avril 2017 \| 1,5 million de pièces \| |                       |
| Gravure sur la tranche : | Date : | Tirage :              |
|                          | Avril 2017 | 1,5 million de pièces |

| Lettonie                    | Courlande (Kurzeme) |                |
|                             | Cette pièce est la deuxième pièce d'une série de 4 pièces de 2 € commémoratives sur les régions de Lettonie. L'écusson de la région de Courlande au-dessus du nom de la région KURZEME et en dessous de la mention du pays émetteur LATVIJA. À droite, le millésime 2017. L'anneau externe de la pièce comporte les douze étoiles du drapeau européen. |                |
| Graveur : Laimonis Šēnbergs | \| Gravure sur la tranche : \| Date : \| Tirage : \| \| \| Septembre 2017 \| 530 000 pièces \| |                |
| Gravure sur la tranche :    | Date : | Tirage :       |
|                             | Septembre 2017 | 530 000 pièces |

| Lettonie                    | Latgale |                |
|                             | Cette pièce est la troisième pièce d'une série de 4 pièces de 2 € commémoratives sur les régions de Lettonie. L'écusson de la région de Latgale au-dessus du nom de la région LATGALE et en dessous de la mention du pays émetteur LATVIJA. À droite, le millésime 2017. L'anneau externe de la pièce comporte les douze étoiles du drapeau européen. |                |
| Graveur : Laimonis Šēnbergs | \| Gravure sur la tranche : \| Date : \| Tirage : \| \| \| Octobre 2017 \| 530 000 pièces \| |                |
| Gravure sur la tranche :    | Date : | Tirage :       |
|                             | Octobre 2017 | 530 000 pièces |

| Lituanie                     | Vilnius, capitale de la culture et de l'art, |                     |
|                              | Vue de la ville de Vilnus montrant, à l'avant-plan, le clocher de l'église Saint-Jean-Baptiste-et-Saint-Jean-l'Évangéliste. Dans le fond, à gauche, l'église orthodoxe du Saint-Esprit et à droite, l'église Sainte-Catherine. À l'avant-plan, l'une des tours de l'église Saint-François-d'Assise. À gauche, le nom de la ville VILNIUS. En haut à droite, la mention du pays émetteur LIETUVA, suivie en plus petit par le millésime 2017. L'anneau externe de la pièce comporte les douze étoiles du drapeau européen. |                     |
| Graveur : Vladas Orzekauskas | \| Gravure sur la tranche : \| Date : \| Tirage : \| \| \| 31 août 2017 \| 1 million de pièces[39] \| |                     |
| Gravure sur la tranche :     | Date : | Tirage :            |
|                              | 31 août 2017 | 1 million de pièces |

| Luxembourg               | 50e anniversaire du volontariat auprès de l'armée luxembourgeoise |                |
|                          | À gauche, le logo de l'anniversaire composé du texte 50 JOER FRAÏWËLLEGEN-ARMÉI (50 ans armée volontaire). À l'intérieur du O de JOER, les armoiries de l'armée luxembourgeoise. À droite, l'effigie orientée vers la droite du Grand-Duc Henri. L'anneau externe de la pièce comporte les douze étoiles du drapeau européen. |                |
| Graveur :                | \| Gravure sur la tranche : \| Date : \| Tirage : \| \| \| Janvier 2017 \| 300 000 pièces[41] \| |                |
| Gravure sur la tranche : | Date : | Tirage :       |
|                          | Janvier 2017 | 300 000 pièces |

| Luxembourg               | 200e anniversaire de la naissance du Grand-Duc Guillaume III, le 19 février 1817 à Bruxelles, |                |
|                          | Le centre de la pièce est séparé en deux par une ligne verticale. À gauche de la ligne, l'effigie du Grand-Duc Henri tourné vers la gauche, son nom HENRI en bas et le millésime 2017 en haut. À droite, le buste du Grand-Duc Guillaume III en uniforme, tourné légèrement vers la gauche. En haut, en arc de cercle, son nom GUILLAUME III suivi d'une étoile et de son année de naissance 1817. En bas, en dessous des deux effigies, la légende GRANDS-DUCS DE LUXEMBOURG. L'anneau externe de la pièce comporte les douze étoiles du drapeau européen. |                |
| Graveur :                | \| Gravure sur la tranche : \| Date : \| Tirage : \| \| \| Octobre-novembre 2017 \| 300 000 pièces[41] \| |                |
| Gravure sur la tranche : | Date : | Tirage :       |
|                          | Octobre-novembre 2017 | 300 000 pièces |

| Malte                      | Temples mégalithiques de Ħaġar Qim |                |
|                            | Cette pièce est la deuxième d'une série de 7 pièces commémoratives sur les sites préhistoriques maltais. Représentation des ruines des temples mégalithiques de Ħaġar Qim, près de Qrendi. En haut, à droite, la légende, en deux lignes ĦAĠAR QIM TEMPLES au-dessus des années 3600-3200 BC (BC pour « avant Jésus-Christ »). En dessous du dessin, à gauche, la mention du pays émetteur MALTA au-dessus du millésime 2017. L'anneau externe de la pièce comporte les douze étoiles du drapeau européen. |                |
| Graveur : Noel Galea Bason | \| Gravure sur la tranche : \| Date : \| Tirage : \| \| \| Juin-juillet 2017 \| 405 000 pièces[45] \| |                |
| Gravure sur la tranche :   | Date : | Tirage :       |
|                            | Juin-juillet 2017 | 405 000 pièces |

| Malte                                                      | La paix |                |
|                                                            | Cette pièce est la deuxième d'une série de 5 pièces commémoratives des enfants en solidarité dessinées par des élèves de secondaire sur les thèmes de l'amour, la paix, la nature/l'environnement, le patrimoine et les jeux. Dessin enfantin de deux enfants tenant un drapeau maltais survolé par une colombe de la paix. En bas, la mention du pays émetteur Malta. À droite le millésime 2017. L'anneau externe de la pièce comporte les douze étoiles du drapeau européen. Le dessin a été réalisé par Katya Muscat, 12 ans, étudiant à la Bishop's Conservatory Secondary School, à Gozo. Il a été choisi lors d'un concours lancé par la Banque centrale de Malte en collaboration avec la Malta Community Chest Fund Foundation et le ministère de l'éducation et de l'emploi. Le jury a dû départager 37 projets. |                |
| Graveur : Katya Muscat (dessin) Noel Galea Bason (gravure) | \| Gravure sur la tranche : \| Date : \| Tirage : \| \| \| Novembre 2017 \| 380 000 pièces[45] \| |                |
| Gravure sur la tranche :                                   | Date : | Tirage :       |
|                                                            | Novembre 2017 | 380 000 pièces |

| Monaco                   | 200e anniversaire de la création de la Compagnie des Carabiniers du Prince, |               |
|                          | Deux carabiniers devant le Palais de Monaco, l'un en pied et l'autre en buste. En bas la légende CARABINIERS DU PRINCE surmontée des années 1817-2017. En haut, le nom du pays émetteur MONACO. L'anneau externe de la pièce comporte les douze étoiles du drapeau européen. |               |
| Graveur :                | \| Gravure sur la tranche : \| Date : \| Tirage : \| \| \| 13 novembre 2017 \| 15 000 pièces \| |               |
| Gravure sur la tranche : | Date : | Tirage :      |
|                          | 13 novembre 2017 | 15 000 pièces |

| Portugal                    | 150e anniversaire de la Polícia de Segurança Pública, |                |
|                             | Deux silhouettes de têtes humaines au-dessus de représentations stylisées de quatre maisons. Les deux têtes et l'une des maisons sont traversées par des lignes obliques rappelant les voitures de police. Deux maisons comportent des points et la 2e maison, à partir de la gauche, comporte le chiffre 3. À droite, les mots DIREITOS (droits), LIBERDADES (libertés) et GARANTIAS (garanties) représentant les trois piliers de la citoyenneté. En haut, les lettres PSP (pour Polícia de Segurança Pública) suivi du logo simplifié de la police. À gauche, la légende 1867 - 2017 SEGURANÇA PÚBLICA (1867 - 2017 Sécurité publique). En bas, la mention de l'institut monétaire INCM suivi du nom du graveur en toutes lettres JOSÉ DE GUIMARÃES et de la mention du pays émetteur PORTUGAL. L'anneau externe de la pièce comporte les douze étoiles du drapeau européen. |                |
| Graveur : José de Guimarães | \| Gravure sur la tranche : \| Date : \| Tirage : \| \| \| Juillet 2017 \| 520 000 pièces \| |                |
| Gravure sur la tranche :    | Date : | Tirage :       |
|                             | Juillet 2017 | 520 000 pièces |

| Portugal                       | 150e anniversaire de la naissance de l'écrivain portugais Raúl Brandão, le 12 mars 1867 à Foz do Douro, |                |
|                                | L'effigie de Raúl Brandão portant un nœud papillon et un chapeau et tournée vers la gauche. À gauche, son nom en trois lignes RAUL BRAN-DAO au-dessus des années 1867 et 2017, l'une au-dessus de l'autre. Dans son cou, la mention du pays émetteur PORTUGAL. L'anneau externe de la pièce comporte les douze étoiles du drapeau européen. |                |
| Graveur : Luís Filipe de Abreu | \| Gravure sur la tranche : \| Date : \| Tirage : \| \| \| Octobre 2017 \| 520 000 pièces \| |                |
| Gravure sur la tranche :       | Date : | Tirage :       |
|                                | Octobre 2017 | 520 000 pièces |

| Saint-Marin                 | 750e anniversaire de la naissance du peintre, sculpteur et architecte italien Giotto di Bondone, en 1267 à Vespignano |               |
|                             | Dans la partie droite de la pièce, l'effigie tournée vers la droite de Giotto, la tête recouverte. Dans la partie gauche, le campanile de la Cathédrale Santa Maria del Fiore de Florence, entouré à gauche du nom GIOTTO et des années 1267 et 2017 et, à droite, de la mention du pays émetteur SAN MARINO. L'anneau externe de la pièce comporte les douze étoiles du drapeau européen. |               |
| Graveur : Luciana De Simoni | \| Gravure sur la tranche : \| Date : \| Tirage : \| \| \| 30 mars 2017 \| 70 500 pièces \| |               |
| Gravure sur la tranche :    | Date : | Tirage :      |
|                             | 30 mars 2017 | 70 500 pièces |

| Saint-Marin                                               | 2017, année internationale du tourisme durable pour le développement |               |
|                                                           | Globe terrestre stylisé entouré de vagues stylisées. En haut, la légende TURISMO SOSTENIBILE (tourisme durable). En bas, la mention du pays émetteur SAN MARINO suivie du millésime 2017. L'anneau externe de la pièce comporte les douze étoiles du drapeau européen. |               |
| Graveur : Andrew Lewis (dessin) Uliana Pernazza (gravure) | \| Gravure sur la tranche : \| Date : \| Tirage : \| \| \| 31 août 2017 \| 70 500 pièces \| |               |
| Gravure sur la tranche :                                  | Date : | Tirage :      |
|                                                           | 31 août 2017 | 70 500 pièces |

| Slovaquie                  | 550e anniversaire de la mise en activité de l'Universitas Istropolitana à Bratislava, |                     |
|                            | Une scène représentant deux étudiants assis face à un professeur, devant une partie des bâtiments historiques de l'université. En haut, à gauche, un médaillon montre le roi de Hongrie, Matthias Corvin Ier, qui fonda l'université. Autour du dessin la légende UNIVERZITA ISTROPOLITANA (Universitas Istropolitana). En haut, à gauche, l'année de mise en activité de l'université 1467. En bas, la mention du pays émetteur SLOVENSKO et le millésime 2017. L'anneau externe de la pièce comporte les douze étoiles du drapeau européen. Le choix du dessin s'est fait par concours, lancé en décembre 2015. Vingt-six dessins, réalisés par treize artistes sont rentrés en composition. En février 2016, un comité a évalué les différentes propositions. Les résultats ont été rendus publics en avril 2016. |                     |
| Graveur : Mária Poldaufová | \| Gravure sur la tranche : \| Date : \| Tirage : \| \| \| 4 janvier 2017 \| 1 million de pièces[57] \| |                     |
| Gravure sur la tranche :   | Date : | Tirage :            |
|                            | 4 janvier 2017 | 1 million de pièces |

| Slovénie                 | 10e anniversaire de l'introduction de l'euro en Slovénie, en 2007, |                     |
|                          | Dix hirondelles en vol formant un cercle et symbolisant les 10 années d'utilisation de l'euro. En bas, la légende 10 LET SKUPNE EVROPSKE VALUTE (10 ans monnaie commune européenne). En haut, à gauche, la mention du pays émetteur SLOVENIJA suivie du millésime 2017. L'anneau externe de la pièce comporte les douze étoiles du drapeau européen. |                     |
| Graveur :                | \| Gravure sur la tranche : \| Date : \| Tirage : \| \| \| 2 février 2017[61] \| 1 million de pièces \| |                     |
| Gravure sur la tranche : | Date : | Tirage :            |
|                          | 2 février 2017 | 1 million de pièces |

| Vatican                     | 1950e anniversaire du martyre de Saint Pierre et Saint Paul |                |
|                             | Les effigies conjointes de Saint Pierre et Saint Paul de profil tournées vers la droite. À gauche, deux clés posées perpendiculairement, attribut de Saint Pierre. À droite, une épée, attribut de Saint Paul. En haut la mention du pays émetteur CITTÁ DEL VATICANO. En bas, la légende 1950° DEL MARTIRIO DEI SANTI PIETRO E PAOLO (1950e [anniversaire] du martyre des saints Pierre et Paul). Sous l'effigie de Pierre, le millésime 2017. L'anneau externe de la pièce comporte les douze étoiles du drapeau européen. |                |
| Graveur : Gabriella Titotto | \| Gravure sur la tranche : \| Date : \| Tirage : \| \| \| Juin 2017 \| 105 000 pièces \| |                |
| Gravure sur la tranche :    | Date : | Tirage :       |
|                             | Juin 2017 | 105 000 pièces |

| Vatican                  | 100e anniversaire des apparitions mariales de Fátima, au Portugal, en 1917 |                |
|                          | Les jeunes bergers Lúcia dos Santos, Francisco Marto et Jacinta Marto devant la Basilique Notre-Dame-du-Rosaire, à Fátima, au Portugal. De part et d'autre du clocher, les années 1917 et 2017. Au-dessus de Lúcia dos Santos, le nom de la ville FATIMA. En haut, la mention du pays émetteur, CITTÀ DEL VATICANO. L'anneau externe de la pièce comporte les douze étoiles du drapeau européen. |                |
| Graveur : Orietta Rossi  | \| Gravure sur la tranche : \| Date : \| Tirage : \| \| \| Octobre 2017 \| 105 000 pièces \| |                |
| Gravure sur la tranche : | Date : | Tirage :       |
|                          | Octobre 2017 | 105 000 pièces |

## Compléments

### Lectures approfondies
- Olivier Fournier (dir.), €5 : €monnaies et €billets 1999-2009, Paris, Les Chevaux-Légers, 2009 (ISBN 978-2-916996-13-4)
- Catalogue euro, Monnaie et billets 2014, Geesthacht, Leuchtturm, 2014 (ISBN 978-3-00-026627-0)